# Обратен говор
Обратният говор е псевдонаучно явление, за пръв път подкрепено от Дейвид Джон Оутс.
Говоренето наобратно добива публичност, когато бива споменато по радиочестотите във вечерна шоу програма, създадена от Артър Уилям „Арт“ Бел. Според твърденията, изказани в шоуто, при образуването на изречение на даден език говорещият подсъзнателно създава „скрито съобщение“, съдържащо най-вътрешните мисли. Оутс отбелязва, че обратната реч намира приложение в психотерапията, криминологията, както и в бизнеса.

## Твърдения

### Според Дейвид Оутс
Твърдението на Оутс гласи, че средно на всеки 15-20 секунди в един обикновен разговор създаваме две изречения – както изречение със структура, присъща за говоримия език, което е съзнателно създадено, така и „обратно“ такова, несъзнателно вградено. Предполага се, че тези два модела говорна реч, напред и назад, зависят един от друг и формират неразделна част от човешкото общуване. В процеса на междулична комуникация и двата модела реч се комбинират, давайки възможност на говорещото лице да изрази своите чувства – съзнателно и несъзнателно.
Друго мнение на Дейвид Оутс представя твърдение, че обратната част на говора е винаги честна и разкрива намеренията и мотивацията на човека. Известен пример, демонстриращ това, са думите на Нийл Армстронг, когато стъпва на луната на 20 юли 1969 година. Ако пуснете записа наобратно, думите „small step for man“ (една малка крачка за човека) ще прозвучат като „man will spacewalk“ (човекът ще крачи в космоса).

### Обяснение на феномена
Обяснението за този феномен е парейдолията, склонността на човешкия мозък да възприема носещи смисъл изображения. Парейдолията е по-вероятно да възникне, когато лицето се опитва съзнателно да открие изображение – аналогично на случая, при който някой слуша другиго и следи за смислени думи, в обратното на казаното от същия този събеседник изречение.
Силата на внушението е използвана, за да подтикне слушателя да чуе какво искат да му кажат. Дейвид Джон Оутс, например, почти винаги предупреждава предварително онзи, който го слуша, какво би трябвало да чуе. По този начин създаването на внушение би увеличило вероятността слушащото лице да „чуе“ казаното от отсрещния. Резултатите от проведено проучване показват, че когато на лицата, върху който се провежда експеримента, не се каже предварително за очаквания смисъл на обратното изречение, има разлика във възприетото.

## Позицията на учените
Повечето академии в областта на лингвистиката не обръщат внимание на Оутс, обявявайки тезата му за псевдонаука. По-голямата част от тях, университети и институти за проучвания отричат теорията на Дейвид Оутс, поради липса на теоретична основа, която да направи неговите предположения осъществими в опити. Все пак, едни от малкото осъществими опити, станали реалност, така и не подкрепят открития на Д. Оутс. Други критици намират обратната реч за такава, каквато не съдържа строга методология и в същото време неповлияна от общоразбираеми въпроси на лингвистиката. Обявяват Оутс за „човек, заинтересован не до такава степен да научи на нещо другите, а да припечели пари“, посочвайки продажбите му, а и предоставените от негова страна услуги. Говоренето наобратно е считано за противоречива област, която се занимава с невролингвистично програмиране.
Що се отнася до твърденията, отнасящи се до приложението на обратното общуване в горепосочените области, те също биват опровергани. В доклад е зададен въпросът дали наистина някога в работата на полицейските служители се е използвало говорене наопаки, но всъщност няма налични доказателства за това.
Теорията на Дейвид Оутс е често смятана за потенциално опасна, поради възможност от използване по непредназначение в различни ситуации, включително и възможността да се стигне до лъжливи обвинения в съдебните зали.